# 법집별행록절요병입사기 (성룡사)
법집별행록절요병입사기(法集別行錄節要幷入私記)는 서울특별시 서대문구 창천동 성룡사에 있는 조선시대의 목판본 불교 저술이다. 2013년 11월 13일 보물 제1222-2호로 지정되었다.

## 개요
보조국사(普照國師) 지눌(知訥, 1158~1210년)이 당나라 종밀(宗密, 780~841년)의 《법집별행록》(法集別行錄)』에서 중요한 것을 간추린 '절요'(節要)와 자신의 견해인 '사기'(私記)를 삽입하여 펴낸 불교 저술이다. 조선 성종 17년(1486) 여름에 전라도 광주 무등산 규봉암에서 펴낸 목판본이다.
이 책은 지눌의 선사상(禪思想)을 바탕으로 참다운 수행인의 길을 제시하고 있어 불교강원에서 필수교재의 하나로 채택되었기 때문에 조선시대에 20여 종이 넘는 판종이 유통되었다. 특히 성룡사의 《법집별행록절요병입사기》는 인쇄상태가 훌륭하고 서문과 발문을 갖춘 완전한 책이면서 간행연대도 앞서서 지정가치가 높다고 볼 수 있다. 또한 발문에 간행동기와 간행에 참여한 인물명단이 수록되어 간행경위를 알 수 있으므로 불교학 및 조선 전기 불서간행 연구에 귀중한 자료로 평가된다.

## 같이 보기
- 성룡사

## 참고 자료
- 법집별행록절요병입사기 - 국가유산청 국가유산포털